# Ringwall Lüderich

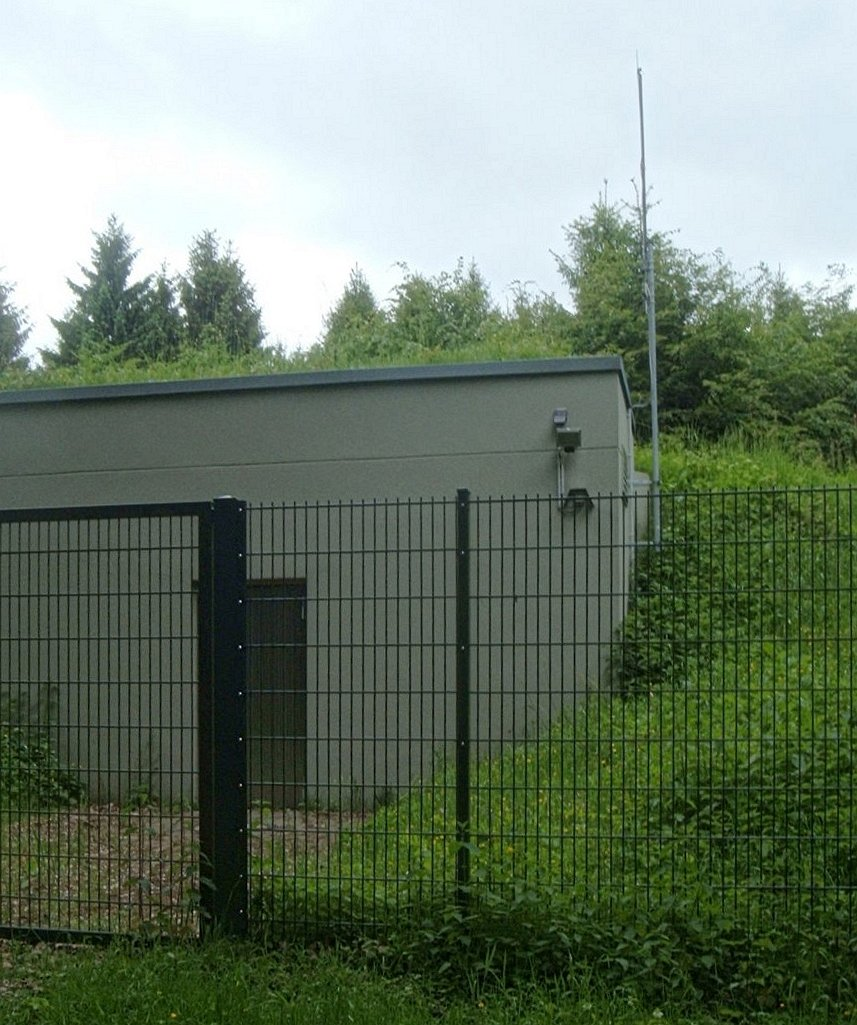
Hochbehälter (Wasserwerk) auf dem Lüderich

Der Ringwall Lüderich ist eine eisenzeitliche Befestigungsanlage auf dem Lüderich im Stadtgebiet Overath. Von den Relikten ist kaum noch etwas zu sehen. Etwa in der Mitte des ehemaligen Ringwalls steht heute der Hochbehälter eines Wasserwerks.

## Geschichte
Bei einer 1956 durchgeführten Ausgrabung durch das Rheinische Landesmuseum Bonn hat man Scherben von Tongefäßen aus der Eisenzeit gefunden. Danach muss es sich bei dem Ringwall Lüderich ähnlich wie bei der Moitzfelder Erdenburg um eine der wenigen vorgeschichtlichen Ringwallanlagen am Westrand des Bergischen Landes handeln. Die Datierungen der Wallanlagen und Ringwälle im Westen des Bergischen Landes in die Eisenzeit wird durch neuere Forschung zwischenzeitlich in Zweifel gezogen. So konnte z. B. die zuvor nur eisenzeitlich vermutete Wallanlage Alte Burg Erberich bei Odenthal sicher in die Bronzezeit datiert werden. Diese Datierung passt auch zu bekannten weiteren Bronzezeitlichen Funden entlang der gesamten Westseite des Bergischen Landes wie beispielsweise Hügelgräber, z. B. das Hügelgräberfeld in Dünnwald, oder die Gräber bei Dellbrück und in der Wahner Heide. Man kann daher heute sagen, dass die Anlage jedenfalls sicher aus der Eisenzeit stammt, eine bereits frühere Nutzung jedoch möglich ist. Weitere Forschung am Lüderich ist erforderlich.

## Objektbeschreibung
Auf dem Lüderich befinden sich insgesamt zwei Wallburgen. Die größere Wallburg befindet sich auf dem Hauptgipfel. Auf der von Steinenbrück zum früheren Hauptschacht der Grube Lüderich führenden Straße gelangt man zunächst zu den Parkplätzen des Golfplatzes. Geht man von hier aus über den aufwärts führenden Wanderweg bis zur höchsten Stelle der Bergkuppe, sieht man die länglich-ovale Umwallung. Sie hat einen Durchmesser von etwa 550 × 300 Meter. In ihrem südwestlichen bis südöstlichen Teil ist sie auf etwa 600 Meter gut erhalten. Im Nordosten ist sie verflacht. Im Osten setzt sie ganz aus. Die Gesamtfläche ist etwa 15 Hektar groß. Bei den 1956 durchgeführten Ausgrabungen hatte man zwei Gräben vorgefunden, die in den Fels eingetieft waren. Dazwischen war ein kleiner Wall angeschüttet. Dahinter ließ sich eine etwa 4,5 Meter breite Holz-Erde-Mauer nachweisen, die offensichtlich verbrannt war.
Eine weitere Wallanlage befindet sich auf dem nördlichen Nebengipfel des Lüderich, der mit dem Hauptgipfel durch einen schmalen Bergrücken verbunden ist. Es handelt sich dabei um eine so genannte „Abschnittsbefestigung“. An drei Seiten fällt die Bergkuppe dort stark und steil ins Sülztal ab, nur an der vierten Seite hängt sie mit dem Bergrücken zusammen. Nur diese vierte Seite ist befestigt durch einen dreifachen Wall nebst Graben in einer Länge von etwa 250 m. Die Anlage ist etwas besser erhalten als die auf dem Hauptgipfel, man vermutet daher, dass sie jünger ist. Diese Annahme ist jedoch nicht zwingend, da der Erhaltungszustand auch maßgeblich von Bodenerosion und Land- bzw. forstwirtschaftlicher Nutzung beeinflusst wird. Da die Befestigung der Kuppe hinsichtlich des Aufbaus große Ähnlichkeiten mit der zwischenzeitlich in die Bronzezeit datierte „Alte Burg Erberich“ bei Odenthal hat, ist auch eine entsprechende Datierung möglich.